# Sepako
Sepako est une ville du Botswana.